# Estornell dels atols
L'estornell dels atols (Aplonis feadensis) és un ocell de la família dels estúrnids (Sturnidae). El seu estat de conservació es considera gairebé amenaçat.

## Hàbitat i distribució
Habita boscos i zones obertes al nord-oest de l'Arxipèlag Bismarck (a les illes Ninigo i Hermit) i als atols Fead, Nissan i Ontong Java, a les illes Salomó.